# Willem Braak-Hekke
Willem Braak-Hekke, ook Braakhekke, (15 januari 1865, Linde (gemeente Vorden), – Emmer-Compascuum (gemeente Emmen), 23 december 1930) was een evangelist en godsdienstonderwijzer in het veengebied in het zuidoosten van de Nederlandse provincie Drenthe.

## Leven en werk
Braak-Hekke werd in 1865 geboren als zoon van de daghuurder Garrit Braakhekke en Geertje Pongert. Hij ontwikkelde zich van zondagschoolonderwijzer tot evangelist. In 1895 begon hij in Emmer-Compascuum met evangelisatiewerk. In 1923 werd hij officieel benoemd als hulpprediker in de hervormde kerk. Hij was ook actief als evangelist in Emmer-Erfscheidenveen en in Klazienaveen. Als zijn voornaamste taken zag hij de evangelieverkondiging en de drankbestrijding. Voor het verbeteren van de sociale omstandigheden had hij minder aandacht. In 1925 spoorde hij werkwillige arbeiders aan om de in dat jaar uitgebroken veenstaking in het Drentse veengebied te breken. Dat kwam hem op veel kritiek in de kring van de stakers te staan. In april 1925 staken de stakers het door hem gestichte houten kerkgebouw in Emmer-Erfscheidenveen in brand. Hij typeerde de bewoners van het gebied als "primitief en simpel, onbeschaafd en onbehouwen". Zijn rond 1921 verschenen "Evangelist in de venen" versterkte - samen met de publicaties van zijn collega's Willem de Weerd ("De domeneer van Turfland") en Wilhelm Jonker ("Het morgenrood in de Drentsche venen") - het negatieve imago van de streek, aldus Timmer en De Vries.
Braak-Hekke trouwde op 12 mei 1899 in Emmen met de in Borger geboren 25-jarige Jantje Veenhoven, dochter van een arbeidersechtpaar uit Emmercompascuum. Braak-Hekke werd bij Koninklijk Besluit d.d. 25 augustus 1928 benoemd tot Ridder in de Orde van Oranje-Nassau. Hij overleed in 1930 op 65-jarige leeftijd in Emmer-Compascuum, waar hij ook werd begraven. In deze plaats zijn het Braak-Hekkeplein en de Braakhekkeschool naar hem genoemd. Hij is de oprichter van het protestants-christelijk onderwijs in Emmer-Compascuum in 1913.

## Varia
Hij was de (mede)oprichter van het fanfareorkest CFO Prins Hendrik in Emmer-Compascuum.